# Hermandad del Nazareno (Puerto de Santa María)
La Hermandad del Nazareno cuyo nombre oficial y completo es Fervorosa, Ilustre y Antigua Hermandad y Cofradía de Nazarenos de Ánimas de San Nicolás de Tolentino, Nuestro Padre Jesús Nazareno, María Santísima de los Dolores, San Juan Evangelista, Orden Tercera de Servitas y Santa Cruz de Jerusalén es una hermandad religiosa o cofradía con sede en la Basílica Menor, en la ciudad de El Puerto de Santa María (España). Realiza una procesión durante la Semana Santa de El Puerto de Santa María, en la tarde del Jueves Santo.

## Historia
Fue fundada en 1564 a semejanza de la primitiva cofradía del Silencio de la capital Hispalense, como consecuencia de los lazos de unión de la nobleza sevillana con la ciudad de El Puerto de Santa María. En el año de 1674, se le cede la capilla en el antiguo monasterio de San Agustín. Se fusiona con la cofradía de Ánimas de San Nicolás de Tolentino y posteriormente se unirá también a la Venerable Orden Tercera de Servitas. Los Duques de Medinaceli, Señores del Puerto y del almirantazgo de Castilla le conceden a Nuestro Padre Jesús Nazareno, sea el Patrón y Protector de las Galeras Reales de España que por aquellas fechas tenían su base de invierno en El Puerto de Santa María. En 1871, se crea "Asociación de Auxilios Recíprocos bajo la Advocación de Nuestro Padre Jesús Nazareno y Corona de Nuestra Madre y Señora de los Dolores"; su función era el cuidado a sus hermanos en caso de enfermedad, con asistencia facultativa, medicinas y alimentos, el reparto de los Santos Sacramentos, y el entierro de los fallecidos. En cuanto a sus cultos, por entonces eran la celebración en Cuaresma de Triduo a Nuestro Padre Jesús Nazareno, función con Jubileo o Manifiesto de Su Divina Majestad el día de los Dolores, función de honras el día de los difuntos y cada domingo, el rezo de la Corona de Nuestra Señora de los Dolores. Tras la desamortización del convento de los padres agustinos, la cofradía se traslada a la Iglesia Mayor Prioral, la segunda capilla de la nave del Evangelio, denominada de los Encisos, la cual le es cedida a la Hermandad por perpetuidad. En el año de 1927 se refunda la Hermandad y en 1941 vuelve a erigirse canónicamente tras el paréntesis de la guerra civil española, por la cual, estuvo a punto de desaparecer, haciéndose cargo una junta gestora. En 1957 se acometen las obras de reforma y adecuación, dotándola de un retablo barroco proveniente de la sevillana iglesia del Salvador, perteneciente a la Hermandad de Pasión. Entre 1956 y 1966 procesionó en la madrugada del Martes Santo al Miércoles Santo. Desde el año de 1967 lo realiza en la madrugada del Viernes Santo. Desde el año 1969, se unifican los hábitos de los hermanos y se ampliaba el recorrido procesional dividiéndolo con una primera parte de silencio y la segunda, iniciada al amanecer, con acompañamiento musical, que coincidía con su paso por la antigua lonja pesquera. En el año de 1976 adquieren el hermano D. Luis Suárez la antigua dolorosa de la Asociación Piadosa del Cristo del Amor, dejando de procesionar la dolorosa que realizara el imaginero portuense Ovando Merino. En el año 2022, cambia de la Madrugada del Viernes Santo, pasa a la tarde del Jueves Santo.

## Escudo[2]
El escudo de esta Hermandad y Cofradía está compuesto por un corazón, traspasado por siete puñales, tres a la diestra y cuatro a la siniestra,en el centro del mismo estará la Cruz epontenzada de Jerusalén. 

## Imágenes[3]
- Nuestro Padre Jesús Nazareno: La imagen de estilo barroca y es de candelero para vestir, aparece Jesús de nazaret porta la cruz sobre su hombro izquierdo, mientras su cuerpo cede por el cansancio y peso de la cruz, su autoría (1702) es atribuida al círculo de Roldán, fue restaurado por el profesor D. Juan Miñarro en 2013.

- María Santísima de los Dolores : Imagen de dolorosa de candelero para vestir, con mirada elevada al cielo, obra atribuida a Salzillo, del segundo cuarto de siglo XVIII. Procede del Convento de las Hermanas Clarisas Capuchinas de nuestra ciudad.

- San Juan Evangelista : Imagen de candelero para vestir, obra documentada de Pedro Roldán.

## Cortejo procesional

### Pasos procesionales

#### Primer Paso
Representa a Jesús cargando con la cruz camino del Gólgota.
- Paso de Cristo:'' el paso de misterio de estilo barroco estrenado en carpintería en el año 2009 realizado en talla la canastilla por Juan mayorga (2010- 2012), respiraderos frontales y trasero (2013- 2015) y continuado de respiradero laterales por el tallista Francisco verdugo (2017), cuatro cartelas frontales realizadas por David Segarra, maniguetas barnizadas(2017), Comienzo del dorado por los Hermanos Gonzalez (2017). Va Iluminado por seis faroles de oro adquirido a la hermandad portuense de los Aligidos en el año 2014 con motivo del aniversario fundacional, restaurado en el 2017, fueron realizados por Manuel de los Rios (1995) y cuatro candelabros en la canastilla de francisco Verdugo (2017). Llamador diseñado por David Calleja, representa la fuente de las Galeras Reales. nuevos relieves para la parte trasera del canasto del paso realizados por el imaginero Manuel Martín Nieto. Continuación dorado del paso de misterio con el frontal completo y parte de la trasera, realizado en el taller de dorado de los Hermanos González (Sevilla).

- Medidas parihuela: Calza 35 costaleros.

- Acompañamiento musical: Agrupación Musical Ntra. Sra. de la Oliva de Vejer de la Frontera (desde 2022).

#### Segundo Paso
María Santísima de los Dolores acompañada por San Juan Evangelista bajo palio.
- Paso de Palio: Techo de palio, bambalinas de estilo cajón y manto de terciopelo rojo oscuro (siglo XVIII) diseñados por D. José Gómez Millán, de estilo jesuítico y bordados en hilaturas de oro, tisú y terciopelo. La orfebrería consta de: respiraderos en plata cofradiera, los varales son de plata cofradiera fueron adquiridos en 1970 a la Hermandad sevillana del Baratillo, restaurados por D. Ángel Gabella en 1983 y en año 2017, la candelería (1988), la peana (1990) está realizada con alpaca repujada y plateada. Todo diseñado y ejecutado por el orfebre sevillano D. Ángel Gabella, los candelabros de cola (1972) han sido realizados en los talleres de Villareal, posteriormente han sido reformados en el año 1983 por D. Ángel Gabella y la Corona, es bañada en plata de ley y su estructura es ovalada, el orfebre que la ejecutó fue D. Ángel Gabella.

- Medidas: Calza 30 costaleros.

- Acompañamiento musical: Banda de música Trinidad Sinfónica" Málaga

### Hábito nazareno

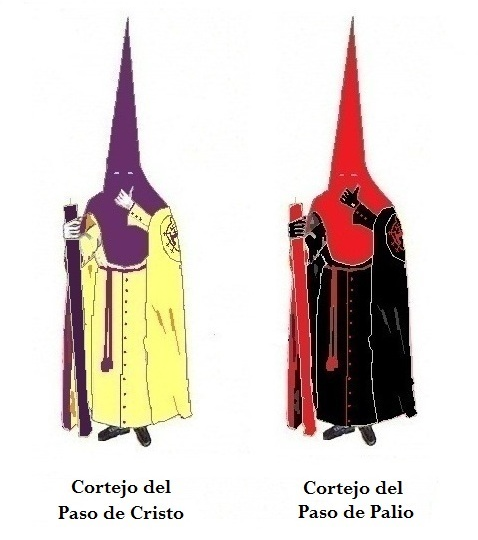
Hábito Nazareno de la Hdad. del Nazareno

Los nazarenos del paso de cristo visten túnica en tela de sarga color marfil, capa en color marfil con vueltas moradas, antifaz, botonadura y cíngulo en color morado en tela de sarga, llevan guantes blancos y zapatos de color negro con calcetines en blanco. Los nazarenos del paso de palio visten túnica en tela de sarga color negro, capa en color negro con vueltas rojas, antifaz, botonadura y cíngulo en color rojo en tela de sarga, llevan guantes negros y zapatos de color negro con calcetines en blanco. En el hombro izquierdo el escudo de la hermandad.

### Lugares de interés en el recorrido
Cabe destacar la avenida de la bajamar, Siete Esquinas, calle Jesús Nazareno, Cruces y la recogida en la Plaza de España.

## Marchas dedicadas:[4]

### Agrupación Musical
- ¡Al Cielo! (2010) de D. Manuel Herrera Raya.

### Banda de Música
- Al Nazareno del Puerto (década de los 80) de D. Miguel Leveque Pérez.
- Reina de la Madrugá (década del 2000) de D. Emilio Flor.
- Ante Ti, Dolores (2022) de D. Pedro Gálvez.